# Vesaignes-sur-Marne
Vesaignes-sur-Marne ist eine französische Gemeinde mit 103 Einwohnern (Stand 1. Januar 2022) im Département Haute-Marne in der Region Grand Est. Sie gehört zum Arrondissement Chaumont und zum Kanton Nogent. Die Bewohner werden Vesaignois und Vesaignoises genannt.

## Geografie
Die Gemeinde Vesaignes-sur-Marne liegt an der Marne und dem hier parallel verlaufenden Marne-Saône-Kanal, etwa auf halbem Wege zwischen den Städten Chaumont und Langres. Sie ist umgeben von folgenden Nachbargemeinden:
| Marnay-sur-Marne | Poulangy                                    | Louvières |
|                  | Kompassrose, die auf Nachbargemeinden zeigt | Nogent    |
| Faverolles       | Rolampont                                   | Thivet    |

## Bevölkerungsentwicklung

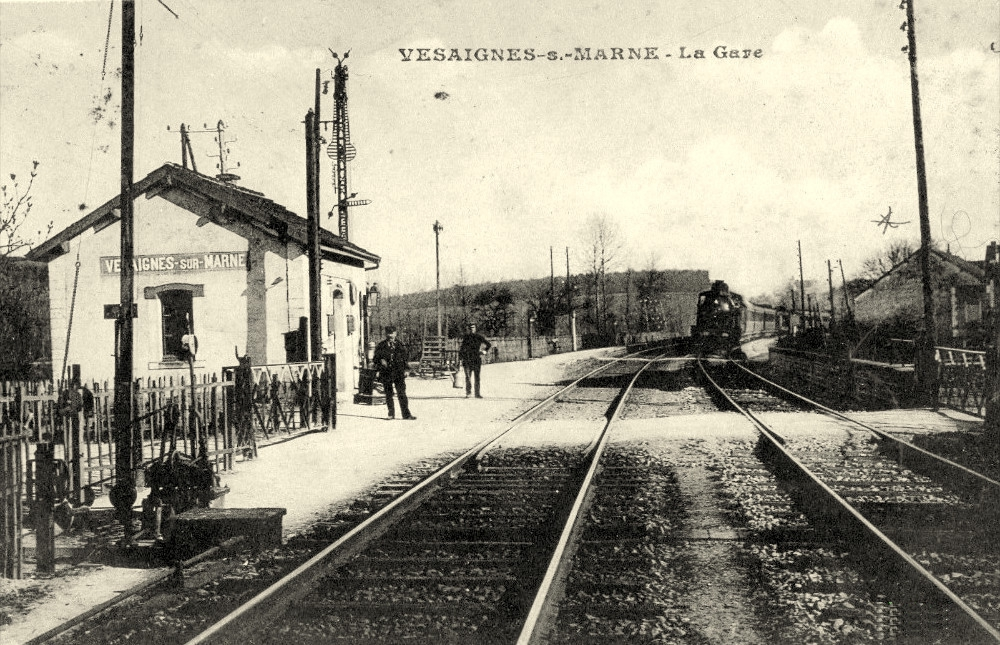
Bahnhof Vesaignes-sur-Marne im Jahr 1910

| Jahr                       | 1962 | 1968 | 1975 | 1982 | 1990 | 1999 | 2008 | 2019 |
| -------------------------- | ---- | ---- | ---- | ---- | ---- | ---- | ---- | ---- |
| Einwohner                  | 168  | 183  | 164  | 174  | 139  | 137  | 125  | 101  |
| Quellen: Cassini und INSEE |      |      |      |      |      |      |      |      |